# Thomas Scully
Thomas Scully (ur. 14 stycznia 1990) – nowozelandzki kolarz torowy i szosowy, srebrny medalista mistrzostw świata w kolarstwie torowym. 

## Kariera
Pierwsze sukcesy w karierze Thomas Scully osiągnął w 2007, kiedy zdobył złote medale w scratchu i drużynowym wyścigu na dochodzenie oraz brązowe w wyścigu punktowym i szosowym wyścigu ze startu wspólnego podczas kolarskich mistrzostw Oceanii w Invercargill w kategorii juniorów. Na kolarskich mistrzostwach Oceanii w 2011 roku był najlepszy w wyścigu punktowym i madisonie, a w scratchu zajął drugie miejsce. W 2014 roku zdobył srebrny medal w wyścigu punktowym podczas mistrzostw świata w Cali. W zawodach tych ustąpił tylko Kolumbijczykowi Edwinowi Ávili, a trzecie miejsce zajął Hiszpan Eloy Teruel.